# Akademija znanosti i umjetnosti Bosne i Hercegovine
Akademija znanosti i umjetnosti Bosne i Hercegovine (AZUBiH) (bošnjački: Akademija nauka i umjetnosti Bosne i Hercegovine; srpski: Академија наука и умјетности Босне и Херцеговине), najviša je znanstvena institucija u Bosni i Hercegovini. Sjedište joj se nalazi u Sarajevu. 

## Povijest
Akademija znanosti i umjetnosti Bosne i Hercegovine nastala je iz Znanstvenog društva koje je utemeljeno 1951. godine. Znanstveno društvo je funkcioniralo sve dok Skupština SR Bosne i Hercegovine 1966. godine nije donijela Zakon prema kojem je Znanstveno društvo Bosne i Hercegovone preraslo u Akademiju znanosti i umjetnosti Bosne i Hercegovine, najvišu naučnu i umjetničku instituciju Bosne i Hercegovine. Prvi predsjednik bio je Vaso Butozan.
Zakonom je Akademiji znanosti i umjetnosti Bosne i Hercegovine stavljeno u zadatak da vodi brigu o ukupnom razvoju znanosti i umjetnosti, da organizira znanstvena istraživanja i umjetničke manifestacije, da objavljuje radove svojih članova i suradnika Akademije i da u cjelini brine o stanju i razvoju znanosti i umjetnosti u Bosni i Hercegovini. Akademija je u svom radu potpuno neovisna i slobodna, a rukovodi se isključivo principima i interesima znanosti i slobodnog uvjerenja svojih članova.
Akademija znanosti i umjetnosti Bosne i Hercegovine je na temelju Zakona donijela svoj Statut, u kojem je regulirala sva pitanja organizacije, upravljanja i rada u svim oblastima u kojima djeluje.
Akademija ima šest odjela: 
- društvene znanosti,
- humanističke znanosti,
- medicinske znanosti,
- prirodne i matematičke znanosti,
- tehničke znanosti,
- umjetnost.

Članovi su akademici i dopisnici, kao i počasni članovi. Najviši je organ Akademijina Skupština. Po novom zakonu Akademija je radna ustanova, za razliku od negdašnje, uglavnom reprezentativne i izdavačke ustanove.

## Predsjednici AZUBiH
| #  | fotografija | ime               | mandat | mandat     | mandat |
| -- | ----------- | ----------------- | ------ | ---------- | ------ |
| 1. |             | Vaso Butozan      | 1966.  | 1968.      |        |
| 2. |             | Branislav Đurđev  | 1968.  | 1971.      |        |
| 3. |             | Edhmem Čamo       | 1971.  | 1977.      |        |
| 4. |             | Alojz Benac       | 1977.  | 1981.      |        |
| 5. |             | Svetozar Zimonjić | 1981.  | 1990.      |        |
| 6. |             | Seid Huković      | 1990.  | 1999.      |        |
| 7. |             | Božidar Matić     | 1999.  | 2014.      |        |
| 8. |             | Miloš Trifković   | 2014.  | 2020.      |        |
| 9. |             | Muris Čičić       | 2020.  | trenutačno |        |

## Vanjska poveznica
- ANUBiH